# Todd Nauck
Todd Nauck (n. 16 de marzo de 1971) es un dibujante y escritor de cómics estadounidense. Es conocido por su trabajo en Friendly Neighborhood Spider-Man, Young Justice y Wildguard.